# Монюмънт
Монюмънт (на английски: Monument) е град в окръг Ел Пасо, щата Колорадо, САЩ. Монюмънт е с население от 5530 жители (2000) и обща площ от 12 km². Намира се на 2126 m надморска височина. ЗИП кодът му е 80132, а телефонният му код е 719.

## Личности
В Монюмънт е живял писателят Кевин Дж. Андерсън

## Монюмънт в популярната култура
Монюмънт е споменат за кратко (в 56-а глава) в романа Сблъсък от Стивън Кинг